# 擬髯棘花鮨
擬髯棘花鮨，又稱擬髯棘花鱸，為輻鰭魚綱鱸形目鱸亞目鮨科的其中一種，分布於中東太平洋的拉帕島海域，棲息深度2-18公尺，體長可達5.7公分，為底棲性魚類，屬肉食性，生活習性不明。